# Семеновка (Нижньогородська область)
Семеновка (рос. Семёновка) — село в Краснооктябрському районі Нижньогородської області Російської Федерації.
Населення становить 493 особи. Входить до складу муніципального утворення Краснооктябрський округ.

## Історія
До травня 2022 року входило до складу муніципального утворення Семеновська сільрада.

## Населення
| 2002 | 2010 | 2012 | 2013 | 2014 | 2015 | 2016 |
| ---- | ---- | ---- | ---- | ---- | ---- | ---- |
| 625  | ↘590 | ↘567 | ↘560 | ↘551 | ↘543 | ↘535 |
| 2017 |      |      |      |      |      |      |
| ↘532 |      |      |      |      |      |      |